# 陈再励
陈再励（1887年11月—1975年10月13日），男，湖南平江人，中华人民共和国政治人物，曾任广西省人民委员会副省长。

## 生平
陈在励是湖南省平江县思村乡人。1925年参加中国共产主义青年团。1926年5月转为党员，担任平江县纸业工会主席。1928年7月参加平江起义，任红五军第一纵队特务大队党代表。长寿区委书记、万载县委书记、湘鄂赣省委总务部部长、东南分区政治部主任、西南分区政委、西北特委书记兼分区政委（湘北鄂南）。坚持了南方三年游击战争，在鄂南发展了200多人的红军游击队。
抗日战争时期，任新四军政治部民运部副部长、部长。皖南事变后，任新四军第七师兼皖江军区下属的巢湖支队政委。1943年11月赴延安入中央党校学习，中共七大代表。
解放战争时期任东北民主联军总政治部民运部部长、组织部部长
1949年9月任湖南省民政厅厅长、1952年7月任三三一厂党委书记兼厂长，湖南省委委员。1954年3月，任中南局组织部副部长。1954年11月任广西省人民委员会交通办公室主任、省委常委兼副省长，中共八大代表。1957年6月召开广西省委常委扩大会议，传达讨论中共中央和国务院处分了广西因灾饿死人事件负有领导责任的省委第一书记陈漫远，省委书记兼副省长郝中士、萧一舟，平乐地委书记杨林、副书记何庶民，平乐专署副专员段书香，平乐县委书记矫志周，荔浦县委书记王文、副书记艾治国、副县长李善本，横县县委书记薜秋水等人。1958年2月召开省委常委扩大会议，批判上一次省委扩大会议上“以陈再励为首的一些人形成一股反党右派集团”，但没有做出任何决定。1958年6月，广西壮族自治区党委第一届第三次党代表大会，批判“陈再励右派反党集团”，最后宣布开除陈再励（副省长）、王梦周（区委组织部长）、骆明（区委宣传部长）、王浩（区委文教部长）、廖原（区委财贸部部长）、廖联原（自治区兵役局长）等党籍，还有一部分干部受到留党察看、撤销职务、严重警告等处分。陈再励任湖南农学院顾问、湖南省政协委员。
1979年，广西壮族自治区党委对其错划为右派予以改正，恢复其政治名誉和党籍。平反决定中说，陈再励、王梦周、骆明、王浩、廖原、廖联原等6位同志，当时在会上的发言基本符合事实．不属反党反社会主义的言论。他们作为省委成员，有意见在会议上讲，这是党的正常民主生活。他们互相间的来往，也不属于反党集团性质。
1983年6月30日，广西区党委发文：对在1958年2月省委常委扩大会议和6月中共广西壮族自治区第一届代表大会第三次会议, 把陈再励、骆明、廖联原、黄荣、陈岸和区镇在1957年6月省委常委扩大会议上根据中央的指示精神，对省委贯彻党的民族政策、实行民族区域自治和发展少数民族山区的生产建设等问题提出的意见，批判为“极力鼓吹地方主义和地方民族主义”，给陈再励、骆明、廖联原、黄荣、陈岸和区镇开除党籍或撤职、降级等党纪、政纪处分，这些都是完全错误的。区党委决定, 撤销1958年6月30日中共广西壮族自治区第一届代表大会第三次会议的决定,给陈再励、骆明、廖联原、黄荣、陈岸、区镇等同志彻底平反, 推倒一切诬蔑不实之词, 撤销对他们的处分, 恢复他们的政治名誉。